# Anacanthobatis americanus
Anacanthobatis americanus е вид хрущялна риба от семейство Anacanthobatidae.

## Разпространение и местообитание
Видът е разпространен във Венецуела, Колумбия, Коста Рика, Никарагуа, Панама, Суринам, Хаити и Хондурас.
Среща се на дълбочина от 200 до 823 m, при температура на водата от 5,4 до 10,3 °C и соленост 34,6 – 35,1 ‰.